# Супердолгожитель
Супердолгожитель — долгожитель, который прожил 110 лет и более.
По исследованиям Геронтологической исследовательской группы, из 1000 людей, достигших 100 лет, только 2 (±0,5) смогут дожить до 110 лет, а до 115 лет ещё меньше. Anderson et al. в ходе своего исследования сделали вывод, что у супердолгожителей нет старческих болезней. Возможно, в будущем люди будут жить дольше, но сейчас до этого возраста доживает мало людей, учёные считают, что в XXI веке благодаря
достижениям медицины некоторые долгожители под присмотром врачей смогут дожить до 130 лет. Смотрите список старейших ныне живущих людей.

## Распространённость
Геронтологическая исследовательская группа (GRG) ведёт наблюдения за 30-40 долгожителями с наибольшим верифицированным возрастом.
Исследователи данной группы оценивают, исходя из вероятности столетнего человека дожить до 110-летнего рубежа в 0.15-0.25 %, что сейчас в мире должно быть 300—450 живущих супердолгожителей. Исследование, проведённое в 2010 году Институтом демографических исследований Общества Макса Планка, обнаружило 663 верифицированных супердолгожителя, включая сюда ныне живущих и уже умерших, и показало, что страны с наибольшим числом супердолгожителей (но не с наибольшей частотой) в порядке уменьшения числа супердолгожителей следующие: США, Япония, Англия + Уэльс, Франция, Италия.
К 2015 году Геронтологическая исследовательская группа обнаружила доказательства супердолгожительского возраста для более чем 1700 человек. Было получено много других заявок на попадание в этот список, но в большинстве случаев не было предоставлено достаточно весомых документальных свидетельств возраста — обычно вследствие того, что в начале 20 века во многих странах процедура регистрации при рождении ещё не была стандартизована.

## Рекорды
За всю историю достоверных наблюдений больше всех прожила француженка Жанна Кальман (1875—1997) — 122 года и 164 дня. Однако имеются специалисты, которые ставят под сомнение её возраст, считая её случай нехарактерным: ни по тяжести клинической картины старости заявленному возрасту, ни по её относительно большому отрыву (3 года) от второго старейшего человека — японки Канэ Танака (1903—2022), прожившей 119 лет 107 дней. Следующих в списке часто разделяют всего несколько дней. 
До 18 августа 2024 года самым старым человеком была испанка Мария Браньяс Морера (1907—2024), прожила 117 лет.
Мужчины живут меньше и мужчина-супердолгожитель особая редкость. Здесь рекордсменом является японец Дзироэмон Кимура (1897—2013), проживший 116 лет и 54 дня. Второе место у датско-американского долгожителя Кристиана Мортенсена (1882—1998) — 115 лет и 252 дня.
Несмотря на то, что средний возраст жизни людей в мире постоянно растёт (с 2000 года до 2019 в среднем по миру, согласно данным ВОЗ, он увеличился с 66,8 до 73,3 лет), максимальная продолжительность жизни почти не сдвигается. Так, рекорд Жанны Кальман держится непревзойдённым с 1997 года. Дзироэмон Кимура поставил свой рекорд среди мужчин в 2013 году; Кристиан Мортенсен был рекордсменом с 1998. На 8 июня 2023 в списке старейших мужчин за всю историю из 60 старейших мужчин жив только один.

## Исследование супердолгожителей
Изучение супердолгожителей помогает понять, как может жить дольше обычный человек.
Наблюдением и верификацией супердолгожителей занимается Геронтологическая исследовательская группа (GRG). По мере возможностей, она старается собрать о них дополнительную информацию, но старается действовать максимально деликатно. Данная организация основана в 1990.
В 2006 году при активном участии Фонда Мафусаила была создана Supercentenarian Research Foundation для более тщательного обследования отдельных супердолгожителей, которые на это согласятся. Целью является выяснение: вследствие каких нюансов им удалось так долго прожить и что именно не позволило им прожить ещё дольше.
В мае 2021 опубликован анализ полного секвенирования генома 81 итальянских полусупердолгожителей и супердолгожителей, вместе с 36 людьми контрольной группы из того же региона, которые просто старые.

## Заболеваемость
Исследование здоровья супердолгожителей показало, что обычно они не имеют старческих болезней (таких как инсульт, сердечно-сосудистые заболевания, сенильная деменция, рак, болезнь Паркинсона, сахарный диабет) до самого конца жизни, когда они умирают от истощения запаса функционирования внутренних органов (их внутренние органы уже не способны поддерживать гомеостаз). Около 10 % супердолгожителей доживают до своих последних 3 месяцев жизни, так и не заболев основными старческими недугами. Для сравнения, этот показатель для полусупердолгожителей (имеющих возраст 105—109 лет) составляет 4 %, а для столетних 3 %.
С помощью измерения биологического возраста различных тканей сверхдолгожителей исследователи стараются выяснить, что именно защищает эти ткани от старения. Например, одно из таких исследований показало, что, согласно эпигенетическим часам (одному из важнейших биомаркеров старения), мозжечок у обследованной 112-летней супердолгожительницы старел значительно медленнее других тканей. Исследователи полагают, что здесь есть связь с тем, почему супердолгожители, как правило, не страдают сенильной деменцией.

## В России
В России по данным СМИ 37 человек достигли возраста 110 лет в 2018 году, эти долгожители не верифицированные и их нет в списке ныне живущих старейших людей, в основном это жители Кабардино-Балкарии, Чечни, Дагестана и Ингушетии.
В Москве 80 000 долгожителей старше 90 лет, больше тысячи долгожителей старше 100 лет, и одна долгожительница Надежда Кердикова 11 января 2023 года отметила 109 день рождения.